# Leucanella stuarti
Leucanella stuarti är en fjärilsart som beskrevs av Rothschild 1901. Leucanella stuarti ingår i släktet Leucanella och familjen påfågelsspinnare. Inga underarter finns listade i Catalogue of Life.